# Policordia pilula
Policordia pilula is een tweekleppigensoort uit de familie van de Lyonsiellidae. De wetenschappelijke naam van de soort is voor het eerst geldig gepubliceerd in 1911 door Pelseneer.